# Ascao (métro de Madrid)
Ascao est une station de la ligne 7 du métro de Madrid, en Espagne. Elle est établie sous la rue Ascao, à l'intersection avec la rue Emilio-Ferrari, dans le quartier de Pueblo Nuevo, de l'arrondissement de Ciudad Lineal.

## Situation sur le réseau
La station se situe entre Pueblo Nuevo au nord-ouest et García Noblejas au sud-est.

## Histoire
La station est ouverte aux voyageurs le 17 juillet 1974, lors de la mise en service de la première section de la ligne 7 entre Pueblo Nuevo et Las Musas.

## Services aux voyageurs

### Accès et accueil
La station possède un seul accès équipé d'escaliers et d'escaliers mécaniques, mais sans ascenseur.

### Intermodalité
La station est en correspondance avec les lignes d'autobus n°28 et 109 du réseau EMT.

## À proximité
L'église Saint-Romuald s'élève sur la rue Ascao, en face de l'entrée de la station. La bibliothèque publique Pablo Neruda est située à proximité.